# Horní Heřmanice (Třebíči járás)
Horní Heřmanice település Csehországban, a Třebíči járásban. Horní Heřmanice Uhřínov, Horní Radslavice, Vlčatín, Bochovice, Hroznatín és Nový Telečkov településekkel határos. Lakosainak száma 140 fő (2024. január 1.).

## Népesség
A település lakosságának változását az alábbi diagram mutatja:
| Lakosok száma | 240  | 264  | 262  | 177  | 169  | 133  | 139  | 141  | 141  | 140  |
|               | 1869 | 1890 | 1921 | 1950 | 1980 | 2001 | 2017 | 2019 | 2022 | 2024 |